# Chanat kokandzki
Chanat kokandzki (uzb. Qoʻqon xonligi) – dawne państwo w Azji Środkowej z ośrodkiem w Kokandzie. Obejmowało terytorium dzisiejszego wschodniego Uzbekistanu, południowego Kazachstanu, północnego Tadżykistanu i Kirgistanu.
W państwach środkowoazjatyckich w XVIII wieku żywa była tradycja Czyngisidów – tylko władca wywodzący się do Czyngis-chana miał prawo określać się chanem. Panująca w państwie Kokandu dynastia Szachruhydów takich korzeni nie miała, niemniej nakazano je wytworzyć. Wytwór ten był jednak chybiony – Szachruhydzi mieli być potomkami syna Muhammada Babura pozostawionego w złotej kołysce na obszarach Doliny Fergańskiej w czasie ucieczki przed Szejbanidami (Babur był Timurydą, a Szejbanidzi – Czyngisidami).
Dostępnych jest niewiele szczegółowych źródeł na temat tego państwa – główną przyczyną jest zniszczenie kokandzkich archiwów państwowych tuż przed aneksją kraju przez Imperium Rosyjskie.
Najliczniej reprezentowanymi grupami etnicznymi chanatu byli Sartowie, Kipczacy i Kirgizi oraz – w XIX wieku – Kazachowie.
Trzech chanów kokandzkich: Sherali, Muhammad Xudoyor i Muhhamad Mulla poprzez swoje pokrewieństwo z Kirgizami zwiększyło rolę arystokracji kirgiskiej w państwie. Obecnie w historiografii kirgiskiej pojawiają się opinie, że było to państwo uzbecko-kirgiskie, bądź że w elicie władzy mieliśmy do czynienia tak z reprezentacją Sartów (sartiya), jak i koczowników i półkoczowników (elatiya), wśród których naczelną pozycję zajmowali Kirgizi i Kipczacy.

## Historia
Państwo kokandzkie powstało w 1709 roku, kiedy tereny Kotliny Fergańskiej oddzieliły się od chanatu Buchary, nieustannie toczącego wojny z chanatem Chiwy. Pierwszy władca miał zostać wybrany w wyniku elekcji dokonanej przez radę starszych i szlachiców złożoną z przedstawicieli okolicznych miasteczek – w wyniku elekcji na tron wstąpił Shohruh biy. Jego panowanie trwało przez 12 lat aż do śmierci w 1721 roku, Kokand do wtedy podporządkował sobie terytoria obejmujące rejony Margʻilonu, Isfary i Kokandu. Następcą Shohruha był Abdurahim, który do 1732 roku rezydował w wiosce Dikan-toda jako ośrodku władzy, następnie przeniósł stolicę z powrotem do Kokandu, gdzie przeprowadził przebudowę miasta. W tym samym czasie Akbuta biy, władca Chodżentu z plemienia Juz przypuścił atak w celu przejęcia władzy nad Kokandem – w rezultacie przegrał i utracił swoją domenę na rzecz Abdurahima, przy tym tracąc życie. Kolejną zdobyczą był Andiżan. Okres władzy Abdurahima zakończył się chorobą psychiczną i w rezultacie udanym zamachem na jego życie w 1733 roku, zorganizowanym przez jego nadwornych urzędników, którzy chcieli zabić niewydolnego mentalnie władcę. Następnym władcą z inicjatywy spiskowców został Abdulkarim biy, brat Abdurahima, mimo że spadkobiercą powinien zostać syn Abdurahima – Irdana-bej.
W 1746 roku Chiny podporządkowały sobie Kaszgar, pokonując kontrolujących Dżungarię Kałmuków, którzy zostali w ten sposób wypchnięci na wschód i rozpoczęli inwazję na Kokand. Abdulkarim biy wysłał specjalne oddziały pod dowództwem Kipczak-bacziego, by zatrzymać postępy Kałmuków, jednak dowódca zginął w walce a armia rozpierzchła się. Zwycięska okazała się ofensywa chana Ura-Tiube, który wysłał swoją armię do pomocy jak tylko dowiedział się o inwazji – po krwawej bitwie kałmuccy najeźdźcy musieli uznać wyższość przeciwnika i wycofać się z Kotliny Fergańskiej.
W roku 1750 Abdulkarim biy zmarł, schedę po nim przejął syn Abdurachman, lecz po roku został obalony w wyniku spisku, na czele którego stał Erdona biy. Władza syna Abdurahima odznaczała się agresywną polityką zagraniczną – podporządkował wcześniej utraconą Isfarę oraz przeprowadził zamach na życie jej władcy, Abdurahmana batira, którego syn Narbo’ta biy przypadkiem ocalił swoje życie, przebywając w innym miejscu – u swojej babci. Następnie Erdona biy wyruszył na Ura-Tiube. Kampania spełzła na niczym, a wycofująca się armia pod jego dowództwem została częściowo wzięta w niewolę, sam zdołał zbiec z powrotem do Kokandu. Pazyl biy, dowódca zwycięskiej armii, dokonał egzekucji wielu ze schwytanych kokandzkich żołnierzy i z ich obciętych głów zbudował piramidę, tzw. kala-minar. Kolejna wyprawa na obecny Istarawszan zakończyła się już sukcesem – Erdona zlecił zastąpienie starego kala-minaru nowym, tym razem skomponowanym z głów wszystkich jeńców z Ura-Tiube. W 1758 państwo kokandzkie było wyczerpane polityką wojenną, na skutek tego Erdona biy uległ rosnącej presji ze strony chińskiego sąsiada i uznał jego zwierzchnictwo. 4 lata później chiński ambasador przekazał chanowi kazachskiego średniego żuzu żądania dostarczenia ludzi, koni, bydła oraz taranów – miały być one wykorzystane w kampanii przeciwko Samarkandzie i Turkiestanowi. Dowiadując się o tym, Irdana wraz z ówczesnymi władcami Ura-Tiube i Chodżentu poprosili listownie władcę Afganistanu Ahmeda Szaha Abdalego o obronę świata islamskiego przed inwazją innowierców. Wynikiem tego było zawiązanie sojuszu, który powstrzymał Chiny przed planowanym przejęciem Taszkentu, Sajramu, Suzaku czy Turkiestanu.
Następca Erdony rządził 3 miesiące, został zabity na skutek intrygi dworskiej, na jego miejscu spiskowcy osadzili Narbo’ta biya, którego pierwsze działania z kokandzkiego tronu polegały na zapobieżeniu separatystycznym tendencjom wewnątrz państwa – oddzielić próbowali się rządzący Namanganem oraz Chustem, przejął także kontrolę nad Chodżentem oraz wykorzystał śmierć władcy Ura-Tiube i Dżyzaku na dołączenie tych terytoriów do domeny Kokandu. Wedle relacji rosyjskiego podróżnika Filipa Efremowa, Narbo’ta biy utrzymywał wrogie relacje z chanatem Buchary, ale chronił go sojusz z Chinami, który wydatnie wpływał na stabilność kraju i rządów Narbuta-beja. Wedle przekazów, w tym okresie Kokand miał świetnie prosperować, w regionie powstawały nowe kanały irygacyjne, rozwijały się rzemiosło i handel. Narbo’ta wprowadzał dogodne prawo dla kupców, ceny towarów były niskie i nie było problemów z inflacją, przez cały okres jego rządów nie dochodziło do buntów. Główną walutą kraju była tanga, której mniejszym nominałem w tym czasie został pulus.
Władzę po Norbo’ta biyu przejął jego syn Olim, który kontynuował politykę ekspansji. Dołączył dolinę rzeki Angren, Czymkent i Sajram. W 1809 roku anektował Taszkent z całym otaczającym go regionem, dzięki czemu przejął kontrolę nad kluczowym odcinkiem szlaku handlowego do Rosji. Olim był pierwszym władcą Kokandu, który przyjął tytuł chana – od wtedy państwo kokandzkie oficjalne nazywane było Chanatem kokandzkim, a jego władca – chanem. Za jego panowania znacznie wzrosło znaczenie jego państwa w regionie, stworzył też armię najemników składającą się z tadżyckich górali z Badachszanu, Szighnanu i Karateginu oraz Irańczyków – oddziały te pozwoliły mu scentralizować władzę nad krajem i zostały trzonem przyszłej dużo bardziej rozbudowanej armii. Nawiązano pierwsze relacje handlowe z Rosją, które jednak nie rozwinęły się zanadto. Olim skupił się też na reformach religijnych: zniósł duchowny tytuł iszan oraz obdarował biedotę i sufickich pustelników (zwanych kalandarami) ziemią i bydłem, by zaangażować ich w pracę. Wprowadził także egzaminy z islamu dla duchowieństwa, by zapobiec odstępstwom od wiary – ruch ten wywołał oburzenie wśród duchownych i w 1810 roku zorganizowali oni spisek. Wykorzystując obecność władcy w Taszkencie i negatywne nastroje społeczne związane z licznymi działaniami wojennymi, rozpowszechnili plotkę o śmierci chana, a na tronie w Kokandzie osadzili jego brata – Muhammada Umara. Olim dowiedział się o fortelu i wyruszył jak najszybciej w drogę do stolicy chanatu, spiskowcy czekali jednak na niego na drodze i w trakcie zasadzki pozbawili go życia (zabójcą był Kambar Mirza z Andiżanu).
Muhammad Umar również nie stronił od ekspansji terytorialnej, jednak bardziej wyróżniały go silna wiara i podległość klerowi. Za jego rządów przywrócono wszelkie przywileje duchowieństwa, znacznie wzrosła też pozycja duchownych i wpływ na funkcjonowanie państwa. Zasłaniając się egzekucją szariatu, rozpędzano wszelkie protesty. Muhammad Umar wsławił się także odbudową meczetu piątkowego w Kokandzie, wielu kronikarzy zaznaczało jego pobożność, ale również brutalność w działaniach wojennych – opisywana jest sytuacja z 1817 roku, w której wymordował 13 400 więźniów z Ak-Tiube na placu Czor-su. Umar poczynił działania by nawiązać relacje z Rosją, działania po raz kolejny spełzły na niczym – z wysłanego do Sankt Petersburga przedstawicielstwa dyplomatycznego, jeden ambasador zmarł z powodu choroby, drugi z rąk rosyjskiego żołnierza a trzeci został wygnany do Pietropawłowska. Muhammad Umar zmarł w 1823 roku na skutek trwającej rok choroby, na tronie zasiadł jego 16 letni syn – Muhammad Ali (zwany Madalim).
Muhammad Ali był zupełnym przeciwieństwem ojca, jeśli chodzi o pobożność i tryb życia, jednak również dynamicznie rozwinął terytorium państwa, przynajmniej na początku jego władzy. Podbite przez Muhammada Alego tereny obejmowały południowe stoki Gór Ałajskich, Dolinę Raszt, Góry Darwaskie, Szignan, Ruszon oraz Wachan. W latach 1826–1831 organizował wyprawy na Kaszgar, w wyniku czego zapewnił sobie regularną daninę z tego terenu oraz tytuł obrońcy wiary (ghazi). Z biegiem czasu jednak jego relacje z Emiratem Buchary stopniowo się pogarszały, w wyniku kolejnych wojen Buchara podporządkowała sobie Chodżent oraz zwasalizowała Chanat Kokandzki – Muhammad Ali musiał przyjąć zwierzchnictwo emira Buchary. Muhammad Ali dążył do wyrwania się z niekorzystnej dla niego sytuacji – próbował rozwiązać to przez nawiązywanie relacji z Rosją, nie przyniosło to jednak żadnych skutków. Wkrótce wybuchła kolejna wojna z Emiratem Buchary a chan Muhammad Ali został zmuszony do abdykacji. Jego miejsce zajął młodszy brat – Sultan Mahmud. W 1842 roku siły bucharskie zdobyły Kokand i splądrowały go, stracono chana Muhammada Sultona (który próbował uciec do Margʻilonu), jego poprzednika Muhammada Alego oraz ich matkę – znaną kokandzką poetkę Nadirę.
W czerwcu 1842 roku chanem ogłoszono Sheralego, krótko potem zebrał 3-4 tysięczną armię i dotarł do miasta Kokand. Na wieść o zbliżającej się armii, Ibrahim-dadhoh, marionetkowy władca Kokandu zainstalowany przez emira Buchary, zbiegł do Chodżentu. Kokandyjczycy, zdając sobie sprawę z pewnego kontruderzenia ze strony Emiratu Buchary, szybko zaczęli fortyfikować miasto, zbierać zapasy oraz wznosić nowy mur miejski. Armia bucharska szybko zareagowała, zgromadzono siły, które dotarły do Kokandu na przełomie lipca i sierpnia i natychmiast przeszły do otaczania oraz oblegania miasta. Pod dwóch miesiącach oblężenia, jeden z głównych dowódców emira Buchary, Kipczak Musulmankul, zgłosił się, by wejść za mury Kokandu i nawoływać mieszkańców do poddania się. Uzyskał na to zgodę, jednak zrobił coś zupełnie przeciwnego: oznajmił Kokandczykom, iż armia Buchary jest osłabiona i nie stanowi zagrożenia, zagrzewając do walki. Kokandczycy istotnie dalej odpierali ataki bucharskich żołnierzy aż do 9 października, gdy emir Buchary był zmuszony do odwrotu w związku z inwazją Chanatu Chiwy na jego państwo.
Mimo bohaterskiej obrony Kokandu i początkowego poparcia dla chana Sheralego ludność długo nie wytrzymała pod jego jarzmem i niezadowolenie obróciło się w serię powstań, która objęła całe państwo. Kluczową rewoltą była ta, która wybuchła w Oszu w 1845 roku. Wspomniany wcześniej Musulmankul, chciał ją wykorzystać w celu przejęcia władzy. Pierwszym ruchem miało być skierowanie całego wojska pod jego przywództwem do Oszu w celu stłumienia rebelii, jednak pojawił się kolejny spiskowiec, który wykorzystał tę okazję – Murod, syn Muhammada Alego. Udało mu się przejąć władzę i zgładzić Sheralego. Murod ogłosił się nowym chanem i ogłosił jego plany zostania wasalem emira Buchary, owa obietnica wywołała niepokój społeczny na terenie chanatu w związku z nienawiścią, jaką lud kokandzki darzył Emirat Buchary. Musulmankul, reagując na sytuację, najpierw skierował swoje kroki do Namanganu, gdzie ożenił swoją dwunastoletnią córkę z synem Sheralego – Muhammadem Xudoyorem, następnie ruszył na Kokand. Po przejęciu miasta dokonał egzekucji chana Muroda wraz z jego zwolennikami. Kolejną fazą spisku było manipulowanie potencjalnymi kandydatami do tronu tak, by wszystkich z nich wyeliminować z walki o władzę. Jednego z nich, Sarymsaka, nomadzkiego wodza, Musulmankul zaprosił do Kokandu, obiecując koronację. Sarymsak krótko po przyjeździe został zgładzony. Po rozprawieniu się z kontrkandydatami do tytułu chana, obsadził na tronie nieletniego Muhammada Xudoyora a siebie ogłosił jego regentem.
W wyniku swojej intrygi Musulmankul sprawował pełnię władzy, a na stanowiskach obsadzał głównie swoich kipczackich krajanów. Jego metody są określane jako „surowe, ale sprawiedliwe” i jego rządów nie ocenia się negatywnie. Musulmankul zawsze udawał, że przekazuje rozkazy od chana albo od kogoś z jego otoczenia, nigdy nie określał ich jako swoich. Samego chana przetrzymywał zamkniętego w pałacu, nie dawał mu pieniędzy oraz możliwości wydawania rozkazów. Władza regenta skończyła się w 1853 roku, kiedy narastająca niechęć wobec kipczackiej dominacji wybuchła bardzo gwałtownie. Rezultatem były masowe pogromy Kipczaków oraz zamordowanie samego Musulmankula. Szacuje się, że w wyniku rozruchów zginęło 20 tysięcy Kipczaków. Po obaleniu jego regenta, do pełni władzy doszedł chan Muhammad Xudoyor.
Najbardziej scentralizowaną formę system władzy Kokandu przybrał w okresie rządów Muhammada Umara. Poza chanem, mającym formalnie nieograniczoną władzę, wysoką pozycję w elicie władzy zajmował mingboshi – odpowiedzialny za sprawy wewnętrzne, ale także stosunki z innymi państwami, jednocześnie uznawany za pierwszego wezyra i zastępcę chana. Do wyższej elity władzy należeli także: kushbegowie – administrujący najwyższymi jednostkami administracyjnymi państwa; mehter (zyaketchi) – minister finansów, odpowiedzialny za zbiórkę podatków; dostarhanchi – główny skarbnik; rasilchi – główny sekretarz oraz atalyk, zwany także serkerem – głównodowodzący wojskami kokandzkimi w czasie wojny. Poza administracją cywilną i wojskową funkcjonowała także sądowo-policyjna, oddana w ręce duchowieństwa. Dla rozwiązywania ważnych kwestii zwoływano radę, w której skład poza chanem i mingbashim wchodzili m.in. atalyk, atabek, sarkom i dostorhanchi. Tak skład rady, jak i organizacja władzy państwowej, nie były w Kokandzie sformalizowane i często się zmieniały. Na przykład chan Muhammad Xudoyor po doświadczeniach z Musulmankulem, a w obawie o swoją pozycję w elicie władzy, doprowadził do sytuacji, w której czołowe dwa stanowiska w elicie władzy (kierującego administracją cywilną – mingbashiego oraz wojskiem – atalyka) zostały zlikwidowane.
W 1858 roku kirgiski arystokrata datha Alymbek uczestniczył w 1858 roku w przewrocie, w wyniku którego po raz pierwszy obalono chana Muhammada Xudoyora, do 1860 roku sterował – z tytułem mingboshiego – administracją za plecami władcy i był pierwszą osobą w elicie władzy, natomiast zaś w 1862 roku współorganizował zamach na wyniesionego do władzy w drodze tego pierwszego przewrotu chana Muhammada Mullę. Za panowania Muhammada Sultona znaczna pozycję w chanacie zajmował Kipczak Alimkul, który w latach 1863–1865 posiadał tytuł emira emirów.
Kolonizacja rosyjska kokandzkich obszarów Azji Środkowej zaczęła w latach 40. XIX wieku, kiedy podporządkowano sobie pozostałą część terytoriów zamieszkałych przez Kazachów Starszego Żuzu. Od lat 50. ustanowiano władzę zwierzchnią nad północnymi plemionami Kirgizów. Po przegranej wojnie krymskiej Imperium Rosyjskie objęło sobie za cel podporządkowanie chanatu kokandzkiego, wojna rozpoczęła się w 1862 roku i trwała aż do traktatu pokojowego z 1865 roku, który uczynił z chanatu protektorat Rosji. W jego wyniku chanat utracił Taszkent i Chodżent.
Niezadowolenie z nowego porządku spowodowało wybuch powstania antyrosyjskiego w 1873 roku. W 1876 roku wojska rosyjskie stłumiły powstanie i zlikwidowały chanat kokandzki, zaś jego ziemie wcieliły do Imperium Rosyjskiego pod postacią obwodu fergańskiego generał-gubernatorstwa turkiestańskiego. Zniszczono wszystkie archiwa państwowe a chan (panujący wówczas po raz trzeci) Muhammad Xudoyor uciekł do Taszkentu.

## Władcy
- Shohruh biy 1710–1721
- Abdurahim biy 1721–1733
- Abdulkarim biy 1733–1750
- Erdona biy 1750–1770
- Sulaymon 1770
- III Shohruh 1770
- Narboʻta biy 1770–1800
- Olim 1800–1809
- Muhammad Umar 1809–1822
- Muhammad Ali 1822–1842
- Sherali 1842–1845
- Murod Bek 1845
- Muhammad Xudoyor 1845–1858
- Muhammad Mulla 1858–1862
- Shohmurod 1862
- Muhammad Xudoyor 1862–1863
- Muhammad Sulton 1863–1866
- Muhammad Xudoyor 1866–1875
- Nasriddin 1875
- Poʻlat 1875
- Nasriddin 1875–1876